# Datering
De datering of ouderdomsbepaling van vondsten is zowel in de archeologie, de geologie als de paleontologie een belangrijk probleem. Er is echter een aantal goede technieken beschikbaar om een redelijk nauwkeurige schatting te maken van de ouderdom van gesteenten en gebruiksvoorwerpen.
De verschillende methoden en technieken hebben hun beperkingen. Zo is de koolstof 14-methode niet geschikt voor gesteenten en voor ouderdomsbepalingen ouder dan circa 60.000 jaar. Door vergelijkingen te maken met andere bronnen en technieken kan men dateringsmethoden ijken.
Er wordt onderscheid gemaakt tussen relatieve en absolute datering.

## Relatieve datering
Het is niet altijd noodzakelijk om precies te weten hoelang geleden iets gebeurde. Belangrijker is soms om te weten of iets voor of na een andere gebeurtenis kwam. Het idee dat iets ouder of jonger is dan iets anders is de basis van relatieve dateringsmethoden.
Methoden voor relatieve datering zijn onder andere:
- stratigrafie
- paleo-ecologie, met behulp van bijvoorbeeld pollen (palynologie), foraminiferen, weekdieren, ...
- tefrochronologie
- stabiele isotopen

## Absolute datering
Uiteindelijk is het ideaal toch een relatieve datering precies in de tijd te kunnen plaatsen. Dat kan soms door middel van absolute dateringen die meestal zijn gebaseerd op natuurkundige methoden. Op dendrochronologie en kalenders na geven deze methoden meestal niet een precieze datering; er is altijd een bepaalde onzekerheid. Deze wordt meestal groter naarmate de datering verder terug in de tijd ligt. Met dendrochronologie is het tot zo'n 14.000 jaar geleden (jg) soms mogelijk het precieze jaar te achterhalen en soms zelfs het seizoen. Een aan dendrochronologie verwante methode is de relatief jonge tak van de sclerochronologie die periodieke patronen bestudeert die worden vastgelegd in skeletten en andere harde dierlijke weefsels.
Andere methoden voor absolute datering zijn onder andere:
- radiometrische datering:
  - uranium-looddatering
  - kalium-argondatering (K-Ar), gesteenten waaronder vulkanisch gesteente, van minder dan 1000 tot meer dan 4 miljard jg
  - argon-argondatering, verfijning van K-Ar,
  - rubidium-strontiumdatering
  - koolstofdatering (C14), voor organisch materiaal, van 300 tot 40.000-60.000 jg
    - accelerator mass spectrometry (AMS)

  - uranium-thoriumdatering, gesteenten met veel calciumcarbonaat, enkele honderden tot 500.000 jg
  - samarium-neodymiumdatering
  - lutetium-hafniumdatering
  - heliumdatering
  - uranium-uraniumdatering
  - lood-looddatering
  - renium-osmiumdatering
  - jodium-xenondatering
  - lanthaan-bariumdatering
  - splijtingspoormethode
- thermoluminescentiedatering (TL), inorganisch materiaal dat is verhit, zoals aardewerk, terracotta en verbrande vuursteen, van 50 tot 500.000 jg
  - optisch gestimuleerde luminescentie (OSL)
    - infrarood gestimuleerde luminescentie (IRSL)
- elektronspinresonantiedatering (ESR), onder veel meer beenderen, koraal, schelpen, enkele duizenden tot 300.000 jg
  - chemische ESR-datering
- paleomagnetisme, met name de omkering van het aardmagnetisch veld, gemagnetiseerde sedimenten, verhitte klei, honderdduizenden tot miljoenen jg
  - archeomagnetische datering, met behulp van de verschuivende positie van de Noordpool
- lichenometrie
- seizoensgelaagdheid, waaronder warvetellingen
- aminozuurracemisatiedatering (AAR), beenderen, tot honderdduizenden jg